# Bužimnica (Bogdanica)
Bužimnica je rječica u Hrvatskoj u Lici. Duga je 6,7 km. Nastaje u blizini Bužima, po kojem je dobila ime. Kod Debela Brda I se ulijeva u Bogdanicu, koja nastaje spajanjem Bužimnice i Rakovca.